# Цигенешть (Бакеу)
Цигенешть, Цигенешті (рум. Țigănești) — село у повіті Бакеу в Румунії. Входить до складу комуни Вултурень.
Село розташоване на відстані 236 км на північ від Бухареста, 32 км на південний схід від Бакеу, 88 км на південь від Ясс, 123 км на північний захід від Галаца.

## Населення
За даними перепису населення 2002 року у селі проживали 126 осіб, усі — румуни. Усі жителі села рідною мовою назвали румунську.